# حزب مردم برای آزادی و دموکراسی
حزب لیبرال -حزب مردم برای آزادی و دموکراسی- vvd یک حزب سیاسی در هلند است که در سال ۱۹۴۸ در ادامه حزب آزادی تأسیس شد.

## ایدئولوژی
در زمینه اقتصاد
- دولت کوچک
- لسه فر
- کاهش مالیات
- اقتصاد بازار
- بودجه متوازن
- توسعه پایدار

در زمینه دولت و امور اجتماعی
- مقررات‌زدایی
- جدایی دین از سیاست
- به حداقل رساندن تابعیت مضاعف
- ازدواج همجنس‌گرایان
- یکسان‌سازی فرهنگی
- حقوق جانوران